# إميل يعقوب
إميل بديع يعقوب (27 نوفمبر 1950) باحث في علوم اللغة العربية، وعميد كلية الآداب والدراسات العربية في جامعة سليمان الدولية، ومحقق معاصر له العديد من الشروح والتعليقات على كثير من أمهات الكتب في اللغة العربية كشرح شذور الذهب لابن هشام الأنصاري حيث قدم للكتاب ووضع هوامشه وفهارسه. بالإضافة إلى المعجم المفصل في الشواهد العربية وهو كتاب نافع مشهور، بالإضافة إلى العديد من الكتب في الخط العربي والعديد من الكتب المحققة.

## ولادته ودراسته
ولد في كفرعقا قضاء الكورة محافظة لبنان الشمالي في 1950. التحق للتدريس في كلية الآداب في الجامعة اللبنانية. في السنة 1990 نال دكتورة أخرى من الجامعة اللبنانية. وهو حاليا أستاذ العلوم اللغوية في كلية الآداب في طرابلس والدراسات العليا في بيروت، ورئيس قسم اللغة العربية في كلية الآداب في الجامعة البنانية (افرع الثالث).

## أعماله
لإميل يعقوب العديد من المؤلفات في اللغة العربية نحواً وأدباً كما أخرج إلى المكتبة العربية الكثير من الكتب المحققة وكتب شروحاً على كتب عربية عديدة كذلك، وله ثلاثة عشر بحثا مقوما من الجامعة اللبنانية تقويما أكادميا كما حقق سبعة دواوين شعرية (جميل بثنية، الشنفرى، الامام الشافعي، عمرو بن كلثوم، قيس لبنى...) وعشرات الكتب الأخرى.
من أهم أعماله:
1. «العذراء مريم بين القدوّس والقديّسين»، مكتبة السائح، طرابلس، 2017.[2]
2. «أجمل ما قرأت في الأدب»، جروس برس، 2020، عدد الصفحات:408.[3]
3. «أجمل ما قرأت من الآيات والحكم والأقوال الخالدة»، جروس برس، 2020، عدد الصفحات:418.[4]
4. «أحلى الكلام في الغزل»، جروس برس، 2013، عدد الصفحات:160.[5]
5. «أحلى الكلام»، جروس برس، 2004، عدد الصفحات:256.[6]
6. «الأمثال الشعبية اللبنانية: دراسة وتصنيف»، جروس - بريس، بيروت، 1984.[7]
7. «الاغاني الشعبية اللبنانية: دراساه وبعض نماذجها الحلوة»، جروس برس، طرابل، لبنان، 1987.[8]
8. «الخط العربي نشأته وتطوره ومشكلاته».
9. «الخط العربي: نشأت، تطور، مشكلات، دعوات إصلاحه»، جروس برس، طرابل، لبنان، 1986.[9]
10. «القواعد الوظيفية»، الدار العربية للموسوعات، بيروت، 2009.[10]
11. «المعاجم اللغوية العربية: بداءتها وتطورها»، دار العلم للملايين، بيروت، لبنان، 1985.[11]
12. «المعجم المفصل في علم العروض والقافية وفنون الشعر»، 2010.[12]
13. «المعجم الوافي في النحو والصرف والإعراب»، المؤسسة الحديثة للكتاب، بيروت، 2011.[13]
14. «الممنوع من الصرف: بين مذاهب النحاة والواقع اللغوي»، دار الجيل، بيروت، 1992.[14]
15. «تحقيق كتاب شرح شذور الذهب»، دار الكتب العلمية 1996.
16. «تعلم التركية»، أكاديميا انترناشونال السلسلة: اللغات للمسافر، 2014، عدد الصفحات:223.[15]
17. «جبران واللغة العربية».
18. «روائع الغزل»، دار الجيل للطبع والنشر والتوزيع، 2006، عدد الصفحات:328.[16]
19. «شرح المفصل لابن يعيش»، تحقيق إميل يعقوب، دار الكتب العلمية، 2001.
20. «شرح كتاب الألفاظ الكتابية»، دار الكتب العلمية، 1991.
21. «فصول في فقه اللغة العربية»، المؤسسة الحديثة للكتاب، طرابل، لبنان، 2008.[17]
22. «فصول في فقه اللغة العربية»، المؤسسة الحديثة للكتاب، طرابل، لبنان، 2008.[17]
23. «فقه اللغة العربية وخصائصها»، دار العلم للملايين، بيروت، لبنان، 1982.[18]
24. «قاموس المصطلحات اللغوية والأدبية: عرب، ٳنكليز، فرنسي»، بالاشتراك مع بسام بركة، ومي شيخاني، دار العلم للملايين، بيروت، لبنان، 1987.[19]
25. «قاموس المعين الوافي (فرنسي-عربي)».
26. «قل فهذه صواب: قاموس في التصويب اللغوي»، المؤسسة الحديثة للكتاب، بيروت، 2007.[20]
27. «قواعد اللغة العربية: التعليم الاساسي: السنة السادسة»، ومركز التربوي للبحوث والإنماء، ووزارة التربية والتعليم العالي، المركز التربوي للبحوث والإنماء، لبنان، 2002.[21]
28. «كيف تكتب بجثاً أو منهجية البحث»، 2016.[22]
29. «معجم الأوزان الصرفية»، عالم الكتب، بيروت، 1993.[23]
30. «معجم الاعراب والإملاء»، دار العلم للملايين، بيروت، لبنان، 1983.[24]
31. «معجم الخطأ والصواب في اللغة»، دار العلم للملايين، بيروت، 1983.[25]
32. «معجم الشعراء: منذ بدء عصر النهضة»، دار صادر، بيروت، 2004.[26]
33. «معجم الطلاب في الإعراب والإملاء»، دار العلم للملايين، بيروت، 2001.[27]
34. «معجم لأآليء الشعر: أجمل الأبيات وأشهرها»، دار المؤلف، بيروت، 2006.[28]
35. «من قضايا النحو واللغة»، الدار العربية للموسوعات، بيروت، 2009.[29]
36. «موسوعة أدباء لبنان وشعرائه»، دار نوبليس، بيروت، 2006.[30]
37. «موسوعة أمثال العرب»، دار الجيل، بيروت، 1995.[31]
38. «موسوعة الأدب والأدباء العرب في روائعهم»، بيروت، 2006.[32]
39. «موسوعة الأمثال الشعبية»، 16 جزء، نوبليس، بيروت، 2005.[33]
40. «موسوعة الحروف في اللغة العربية»، دار الجيل، بيروت، 1988.[34]
41. «موسوعة النحو والصرف والاعراب»، 2020.[35]
42. «موسوعة روائع الحكمة والأدب»، 2016.[36]
43. «موسوعة علوم اللغة العربية»، دار الكتب العلمية، بيروت، 2006.[37]
44. «يا مجمع اللغة العربية أجلس الهمزة وأوقف الألف»، 2017.[38]
45. «يا مجمع اللغة العربية أنقذنا من هذا النحو»، 2017.[39]
46. «المعجم المفصل في الجموع»، دار الكتب العلمية، بيروت، 2004.[40]
47. «معجم لآلئ الشعر: أجمل الأبيات وأشهرها»، دار صادر، بيروت، 2006.[41]
48. «يا مجمع اللغة العربيةّ أرحنا من حركات الإعراب»، 2017.[42]

### سلسلة المعجم المفصل
1. «المعجم المفصل في اللغويين العرب»، دار الكتب العلمية، بيروت، 1997.[43]
2. «المعجم المفصل في المذكر والمونث»، دار الكتب العلمية، بيروت، 1994.[44]
3. «المعجم المفصل في دقائق اللغة العربية»، دار الكتب العلمية، بيروت، 2004.[45]
4. «المعجم المفصل في شواهد اللغة العربية المجلد الأول»، دار الكتب العلمية، بيروت، 1996.[46]
5. «المعجم المفصل في شواهد اللغة العربية المجلد الثاني»، دار الكتب العلمية، بيروت، 1996.[47]
6. «المعجم المفصل في شواهد اللغة العربية المجلد الثالث شعر قافية الراء»، دار الكتب العلمية، بيروت، 1996.[48]
7. «المعجم المفصل في شواهد اللغة العربية المجلد الرابع»، دار الكتب العلمية، بيروت، 1996.[49]
8. «المعجم المفصل في شواهد اللغة العربية المجلد الخامس»، دار الكتب العلمية، بيروت، 1996.[50]
9. «المعجم المفصل في شواهد اللغة العربية المجلد السادس قافية اللام»، دار الكتب العلمية، بيروت، 1996.[51]
10. «المعجم المفصل في شواهد اللغة العربية المجلد السابع»، دار الكتب العلمية، بيروت، 1996.[52]
11. «المعجم المفصل في شواهد اللغة العربية المجلد الثامن»، دار الكتب العلمية، بيروت، 1996.[53]
12. «المعجم المفصل في شواهد اللغة العربية المجلد التاسع»، دار الكتب العلمية، بيروت، 1996.[54]
13. «المعجم المفصل في شواهد اللغة العربية المجلد العاشر»، دار الكتب العلمية، بيروت، 1996.[55]
14. «المعجم المفصل في شواهد اللغة العربية المجلد الحادي عشر»، دار الكتب العلمية، بيروت، 1996.[56]
15. «المعجم المفصل في شواهد اللغة العربية المجلد الثاني عشر، انصاف الابيات المستدرك من الاشعار والمستدرك من الارجاز»، دار الكتب العلمية، بيروت، 1996.[57]
16. «المعجم المفصل في شواهد اللغة العربية المجلد الثالث عشر»، دار الكتب العلمية، بيروت، 1996.[58]
17. «المعجم المفصل في شواهد اللغة العربية المجلد الرابع عشر»، دار الكتب العلمية، بيروت، 1996.[59]
18. «المعجم المفصل في اللغة والأدب» دار العلم للملايين 1987.[60]

### سلسلة أروع ما قيل
سلسلة أروع ما قيل المكونة من 52 جزء، كتبها باسم مستعار «اميل ناصيف»:
1. «أروع ما قيل في الأطفال والأولاد»، دار الجيل للطبع والنشر والتوزيع السلسلة: أروع ما قيل، 2000، عدد الصفحات:152.[61]
2. «أروع ما قيل في الأم»، دار الجيل للطبع والنشر والتوزيع السلسلة: أروع ما قيل، 1997، عدد الصفحات:160.[62]
3. «أروع ما قيل في الإخوانيات»، دار الجيل للطبع والنشر والتوزيع السلسلة: أروع ما قيل، 2012، عدد الصفحات:146.[63]
4. «أروع ما قيل في الحب والغزل»، جروس برس السلسلة: أروع ما قيل، 2003، عدد الصفحات:191.[64]
5. «أروع ما قيل في الخمرة ومجالسها»، دار الجيل للطبع والنشر والتوزيع السلسلة: أروع ما قيل، 1993، عدد الصفحات:144.[65]
6. «أروع ما قيل في الرثاء»، 2007، عدد الصفحات:164.[66]
7. «أروع ما قيل في الزواج»، دار الجيل للطبع والنشر والتوزيع السلسلة: أروع ما قيل، 1995، عدد الصفحات:152.[67]
8. «أروع ما قيل في العمل والعمال»، دار الجيل للطبع والنشر والتوزيع السلسلة: أروع ما قيل، 2004، عدد الصفحات:152.[68]
9. «أروع ما قيل في العينين»، دار الجيل للطبع والنشر والتوزيع السلسلة: أروع ما قيل، 1999، عدد الصفحات:136.[69]
10. «أروع ما قيل في القبلة»، دار الجيل للطبع والنشر والتوزيع السلسلة: أروع ما قيل، 1997، عدد الصفحات:160.[70]
11. «أروع ما قيل في الكرم والبخل»، دار الجيل للطبع والنشر والتوزيع السلسلة: أروع ما قيل في، 2005، عدد الصفحات:152.[71]
12. «أروع ما قيل في المديح»، 2007، عدد الصفحات:165.[72]
13. «أروع ما قيل في الموت»، دار الجيل للطبع والنشر والتوزيع السلسلة: أروع ما قيل، 2008، عدد الصفحات:148.[73]
14. «أروع ما قيل في الوجدانيات»، دار الجيل للطبع والنشر والتوزيع السلسلة: أروع ما قيل، 2007، عدد الصفحات:138.[74]
15. «أروع ما قيل في مديح الرسول»، دار الجيل للطبع والنشر والتوزيع السلسلة: أروع ما قيل، 1999، عدد الصفحات:144.[75]
16. «أروع ما قيل من أغاني وأشعار الأطفال»، دار الجيل للطبع والنشر والتوزيع السلسلة: أروع ما قيل، 2001، عدد الصفحات:128.[76]
17. «أروع ما قيل من الأدعية»، دار الجيل للطبع والنشر والتوزيع السلسلة: أروع ما قيل، 2007، عدد الصفحات:127.[77]
18. «أروع ما قيل من الأمثال»، دار الجيل للطبع والنشر والتوزيع السلسلة: أروع ما قيل، 1994، عدد الصفحات:159.[78]
19. «أروع ما قيل من الطرائف»، دار الجيل للطبع والنشر والتوزيع السلسلة: أروع ما قيل، 1994، عدد الصفحات:160.[79]
20. «أروع ما قيل من النوادر»، دار الجيل للطبع والنشر والتوزيع السلسلة: أروع ما قيل، 1995، عدد الصفحات:136.[80]
21. «أروع ما قيل من الوصايا»، 2007، عدد الصفحات:172.[81]
22. «أروع ما قيل من قصص العشاق»، دار الجيل للطبع والنشر والتوزيع السلسلة: أروع ما قيل، 1999، عدد الصفحات:320.[82]
23. «أروع ما كتب من الرسائل»، دار الجيل للطبع والنشر والتوزيع السلسلة: أروع ما قيل، 1995، عدد الصفحات:152.[83]
24. «الموسع في أروع ما قيل في الحب والغزل»، جروس برس، 2003، عدد الصفحات:191.[84]
25. «من أروع ما قال أبو نواس»، دار الجيل للطبع والنشر والتوزيع السلسلة: أروع ما قيل، 2004، عدد الصفحات:152.[85]
26. «من أروع ما قال شوقي وحافظ إبراهيم وإبراهيم ناجي»، دار الجيل للطبع والنشر والتوزيع السلسلة: من أروع ما قال، 1999، عدد الصفحات:143.[86]
27. «من أروع ما قال عمر وجميل والمجنون ونزار»، دار الجيل للطبع والنشر والتوزيع السلسلة: من أروع ما قال، 1999، عدد الصفحات:136.[87]